# سيريبروزيد

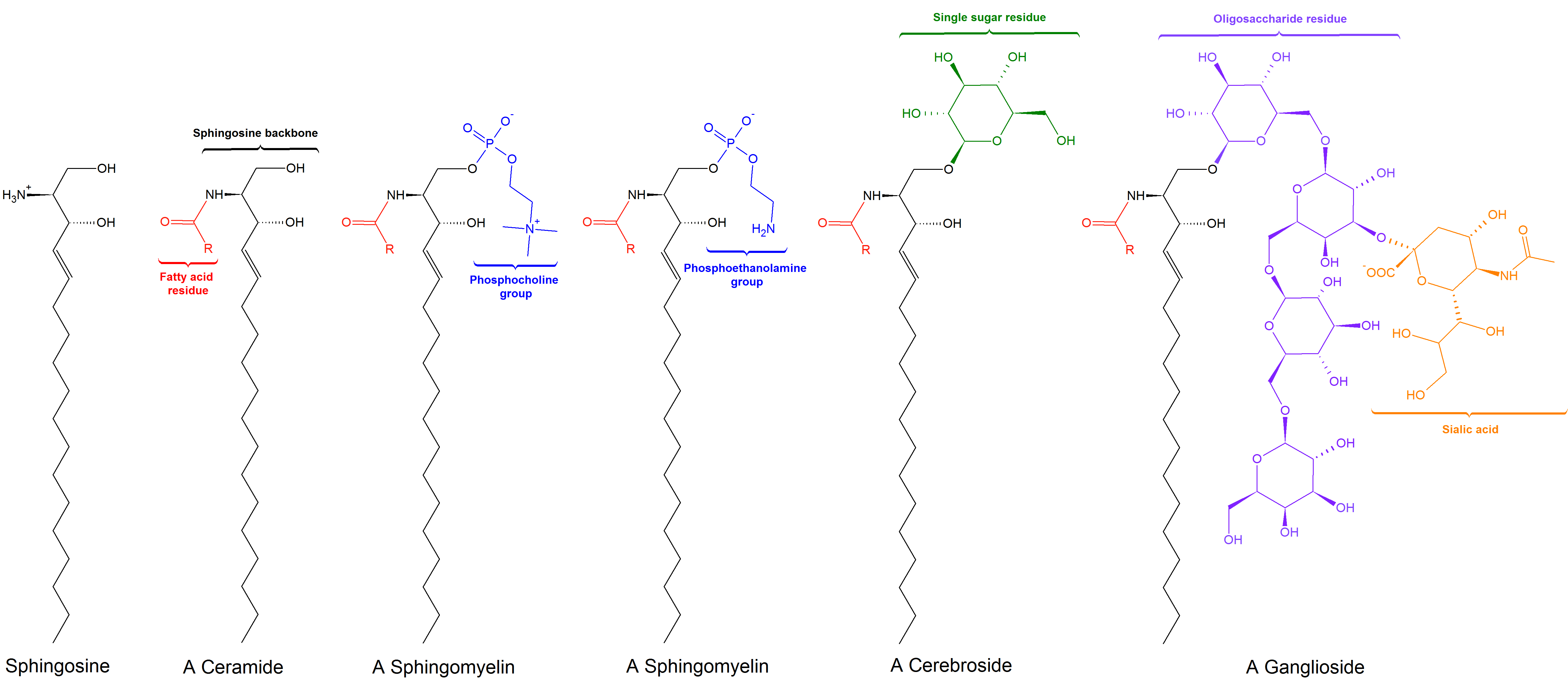
الهيكل العام للشَّحْمِيَّاتُ السفينغولية

سيرِيبْروزيد (بالإنجليزية: Cerebrosides)‏ هو الاسم الشائع لمجموعة من الشَّحْمِيَّاتُ السِّفِنْغُولِيَّةُ السُّكَّرِيَّة تسمى monoglycosylceramides وهي مكونات مهمة تتواجد في العضلات الحيوانية وأغشية الخلايا العصبية.
وهي تتكون من سيراميد مع بقايا سكر واحدة في 1-hydroxyl moiety. يمكن أن تكون بقايا السكر المستخدمة إما جلوكوز أو جالاكتوز؛ لذلك يطلق على النوعين الرئيسيين اسم غلوكوسيريبروسيديس (المعروف أيضا باسم غلوكوسيلسيراميدس) وجالاكتوسيريبروسيديس (المعروف أيضا باسم غالاكتوسيلسيراميدس). عادة ما توجد غالاكتوسيريبروزيد في الأنسجة العصبية، في حين توجد غلُوكوسيرِيبْروزِيد في الأنسجة الأخرى.

## بناء المركب
االهيكل الأساسي للسيرِيبْروزيد هو سيراميد. يتم تعريف أحادي جليكو سيرِيبْروزيد و oligoglycosylceramides كسيرِيبْروزيد بسبب وجود أحادي أو عديد من السكاريد المرتبط جليكوسيديكالي إلى مجموعة OH الطرفية من سيراميد.سفنغوزين هو القاعدة الرئيسية طويلة السلسلة الموجودة في سيراميد.
غالاكتوزيل سيراميد هو الشَّحْمِيَّاتُ السِّفِنْغُولِيَّةُ السُّكَّرِيَّة الرئيسية المتواجدة في أنسجة المخ. غالاكتوزيل سيراميد موجودة في جميع الأنسجة العصبية، ونكون نسبة  تصل إلى 2% من الوزن الجاف من المادة الرمادية و 12% من المادة البيضاء. هم المكونات الرئيسية لل دِبْقِيَّةٌ قَليلَةُ التَّغَصُّن. تم العثور على غلُوكُوزيل سيراميد عند مستويات منخفضة في الخلايا الحيوانية مثل الطحال وكريات الدم الحمراء والأنسجة العصبية، وخاصة الخلايا العصبية. غلُوكُوزيل سيراميد هو مكون رئيسي من الدهون في الجلد، حيث أنه ضروري لتشكيل الجسم الصفائحي في الطبقة القرنية والحفاظ على حاجز نفاذية المياه من الجلد. غلُوكُوزيل سيراميد هو الشَّحْمِيَّاتُ السِّفِنْغُولِيَّةُ السُّكَّرِيَّة الوحيد المشترك بين النباتات والفطريات والحيوانات. وعادة ما يعتبر أن يكون الشَّحْمِيَّاتُ السِّفِنْغُولِيَّةُ السُّكَّرِيَّة الرئيسي في النباتات. وهو مكون رئيسي للطبقة الخارجية لغشاء البلازما. لم يتم العثور على غالاكتوزيل سيراميد في النباتات.
أحادي-غالاكتوزيل سيراميد هو أكبر مكون من غمد المايلين للأعصاب. وبالتالي يمكن تخليق سيرِيبْروزيد بحيث تعطي قياس تشكيل المايلين أو عَودَةُ المَيَالين. يرتبط اجزء من السكر بالرَوابِطٌ غليكُوزيدِيَّة إلى مجموعة الهيدروكسيل C-1 من سيراميد، كما هو الحال في سيرِيبْروزيد. سيراميداز اللاكتوزل التي تحتوي على مجموعة استر الكبريتيك (كبريتات)، والمعروفة باسم سَلفاتيد، أيضا تتواجد في غمد المايلين للأعصاب.يفضل تسمية هذه المركبات كبريتات من الشَّحْمِيَّاتُ السِّفِنْغُولِيَّةُ السُّكَّرِيَّة الأم.

## التركيب
يتطلب التخليق الحيوي لـ أحادي جليكو سيرِيبْروزيد النقل المباشر لجزء من الكربوهيدرات من نوكليوتيدات السكر، مثل uridine 5-diphosphate (UDP)-غالكتوز، أو udp-glucose إلى وحدة سيراميد. ينتج عن التفاعل المحفز للجليكوزيل-ترانسفيراز انعكاس للكيمياء التجسيمية للسندات الجليكوسيدية، يتغير من α →β. توليف غالاكتوزيل سيراميد، وغلُوكُوزيل سيراميد يحدث على سطح lumenal من الشبكة الإندوبلازمية، وعلى الجانب عُصارِيٌّ خَلَوِيّ من أغشية غُولْجِي المبكرة على التوالي.

## الخصائص الفيزيائية
نقطة انصهار سيرِيبْروزيد أكبر بكثير من درجة حرارة الجسم الفسيولوجية، >37.0 درجة مئوية ، مما يعطي دهون سكرية الشكل البلوري، على غرار بنية الكريستال السائل. جزيئات سيرِيبْروزيد قادرة على تشكيل ما يصل إلى ثمانية روابط هيدروجينية بين الجزيئات بين الهيدروجينات القطبية للسكر ومجموعات hydroxy و amide من قاعدة سفنغوزين للسيراميد. هذه الروابط الهيدروجينية داخل السيرِيبْروزيد تؤدي إلى وجود جزيئات درجة حرارة انتقالية عالية ومحاذاة مدمجة. أحادي جليكو سيرِيبْروزيد بالتزامن مع الكوليسترول هي السائدة في المجال الصغير طوف الدهون، والتي هي مواقع مهمة في ربط البروتينات، والتفاعلات مستقبلات الانزيم.

## استقلاب هدْمي
يحدث تدهور الجليكوسفينغوليبيدات في الليزوسوم، الذي يحتوي على إنزيمات هضمية في الخلايا الحيوانية. الليزوسوم ينهار جليكوسفينغوليبيد إلى مكوناته الأساسية، والأحماض الدهنية، سفينغوزين، والسكريد.

## تحليل كيميائي
يمكن إجراء تحليل لمركبات أحادي جليكو سيرِيبْروزيد عن طريق كروماتوجرافيا طبقة رقيقة عالية الأداء، أو كروماتوجرافيا سائلة عالية الأداء (HPLC)، وقياس الطيف الكتلي. تعد كروماتوجرافيا سائلة عالية الأداء ذات الطور العكسي الآن الطريقة القياسية لفصل الأنواع الجزيئية، غالبا بعد البنزويل، مما يتيح الكشف عن الدهون عن طريق قياس الطيف الضوئي للأشعة فوق البنفسجية.

## دور في المرض
عيب في انحلال غلُوكوسيرِيبْروزِيد فيتجمع في الطحال والكبد والكلى والرئة والدماغ والنخاع العظمي فينشأ مرض مرض غوشيه الذي يتصف بضخامة الكبد والطحال وتآكل الحوض وقد يسبب تخلف عقلي عند الاطفال .العيب المقابل ل غالاكتوسيريبروزيد هو:
أ) تراكم ألفا غالاكتوسيريبروزيد ويعرف أيضا باسم مرض فابري.
المظاهر السريرية لها: تنميل الأطراف جمع (ألم في الأطراف).
ب) تراكم بيتا غالاكتوسيريبروزيد ويعرف أيضا باسم مرض داءُ كرابِّهْ.

## روابط خارجية
- Cerebrosides في المكتبة الوطنية الأمريكية للطب نظام فهرسة المواضيع الطبية (MeSH).

- مكتبة الدهون: مونوغليكوزيلسيراميد